# Mayerling (1968)
Mayerling is een Brits-Franse dramafilm uit 1968 onder regie van Terence Young.

## Verhaal
Keizer Frans Jozef van Oostenrijk ergert zich aan het gedrag van aartshertog Rudolf. Hij laat zich voortdurend in met opstandelingen, die het land willen hervormen. Bovendien heeft hij meer oog voor zijn minnaressen dan voor zijn vrouw Stefanie. Wanneer hij een publieke affaire met de jonge Marie Vetsera begint, is de maat vol voor de keizer.

## Rolverdeling
| Acteur                  | Personage          |
| ----------------------- | ------------------ |
| Omar Sharif             | Aartshertog Rudolf |
| Catherine Deneuve       | Marie Vetsera      |
| James Mason             | Keizer Frans Jozef |
| Ava Gardner             | Keizerin Elisabeth |
| James Robertson Justice | Kroonprins Albert  |
| Geneviève Page          | Gravin Larisch     |
| Andréa Parisy           | Prinses Stefanie   |
| Ivan Desny              | Graaf Hoyos        |
| Maurice Teynac          | Moritz Szeps       |
| Monty Dalmès            | Barones Vetsera    |
| Moustache               | Bratfisch          |
| Fabienne Dali           | Mizzi Kaspar       |
| Roger Pigaut            | Graaf Karolyi      |
| Bernard La Jarrige      | Loschek            |
| Véronique Vendell       | Lisl Stockau       |